# Eressa intensa
Eressa intensa là một loài bướm đêm thuộc phân họ Arctiinae, họ Erebidae.